# Kostel svatého Jakuba Staršího (Raná)
Gotický kostel svatého Jakuba Staršího pocházející ze 14. století se nalézá u křižovatky silnic v centru obce Raná v okrese Chrudim. Kostel svatého Jakuba staršího je spolu s márnicí a ohradní zdí bývalého hřbitova chráněn od roku 1958 jako nemovitá kulturní památka ČR.

## Historie
Fara a dřevěný kostel svatého Jakuba staršího se v obci Raná připomínají již k roku 1349, stávající kostel svatého Jakuba Staršího byl vystavěn v gotickém stylu po roce 1400, v roce 1718 byl upraven barokně a v roce 1835 bylo původní dřevěné zvonové patro věže nahrazeno zděným patrem. V roce 1894 proběhla neogotická úprava kostela. Mezi lety 1953-1958 zde výtvarník Vojmír Vokolek realizoval freskovou výzdobu presbytáře.
Kostel svatého Jakuba Staršího byl v 15. a 16. století obsazen kněžími pod obojí, po roce 1620 byl filiálním kostelem farnosti Skuteč, od roku 1786 je zase farním kostelem.
V současné době probíhají v kostele bohoslužby vždy v pátek a neděli.

## Popis
Kostel svatého Jakuba Staršího je jednolodní stavba s obdélnou lodí a pětibokým presbytářem. K severnímu boku presbytáře je přistavěna obdélná sakristie.
Na západním průčelí kostela stojí hranolová věž s jehlancovitou střechou krytou plechem a zakončenou zlacenou makovicí s křížem. Zvonové patro věže osvětlují tři zvonová okna nahoře obloukově zaklenutá, zvonové patro je přístupné točitým schodištěm umístěným v jihozápadním koutě mezi kostelní lodí a věží. Toto točité schodiště umožňuje rovněž přístup na kostelní kruchtu.
Hlavní vchod do kostela je gotickým portálem s lomeným obloukem v přízemí hranolové věže. Kostelní loď je přístupná i z jižní strany rovněž gotickým portálem, před kterým byla vystavěna obdélná předsíňka.
Fasáda kostela i věže je tvořena hladkou omítkou, nároží u kostelní lodi tvoří pískovcové neomítnuté kvádry. Kostelní loď osvětlují dvě dvojice lomených oken po každé straně. Kostelní loď je plochostropá s dřevěnou kruchtou ve středu.
Fasádu presbytáře člení tři opěrné, jednou odstupňované pilíře se soklem a plechovou stříškou. Čela opěrných pilířů tvoří neomítnuté pískovcové kvádry. Presbytář je osvětlen pěticí vysokých oken se šambránami zakončených nahoře lomeným obloukem. Presbytář je zaklenut křížovou klenbou v závěru s paprsčitými žebry.
Sedlová střecha kostelní lodi a presbytáře je tvořena bobrovkami.
Kostel je obklopen ohradní hřbitovní zdí. Východně od kostela je do zdi vestavěna márnice ze začátku 18. století bez architektonických detailů se stanovou střechou krytou bobrovkami.
V interiéru kostela se nalézá neogotické vybavení z let 1890 - 1895. V presbytáři jsou sochy svatého Augustina a svatého Norberta z let 1750 - 1760. Pod omítkou v presbytáři i lodi byly nalezeny nástěnné malby asi z doby po roce 1439 (Ukřižování, postavy proroků, symboly evangelistů).

## Galerie

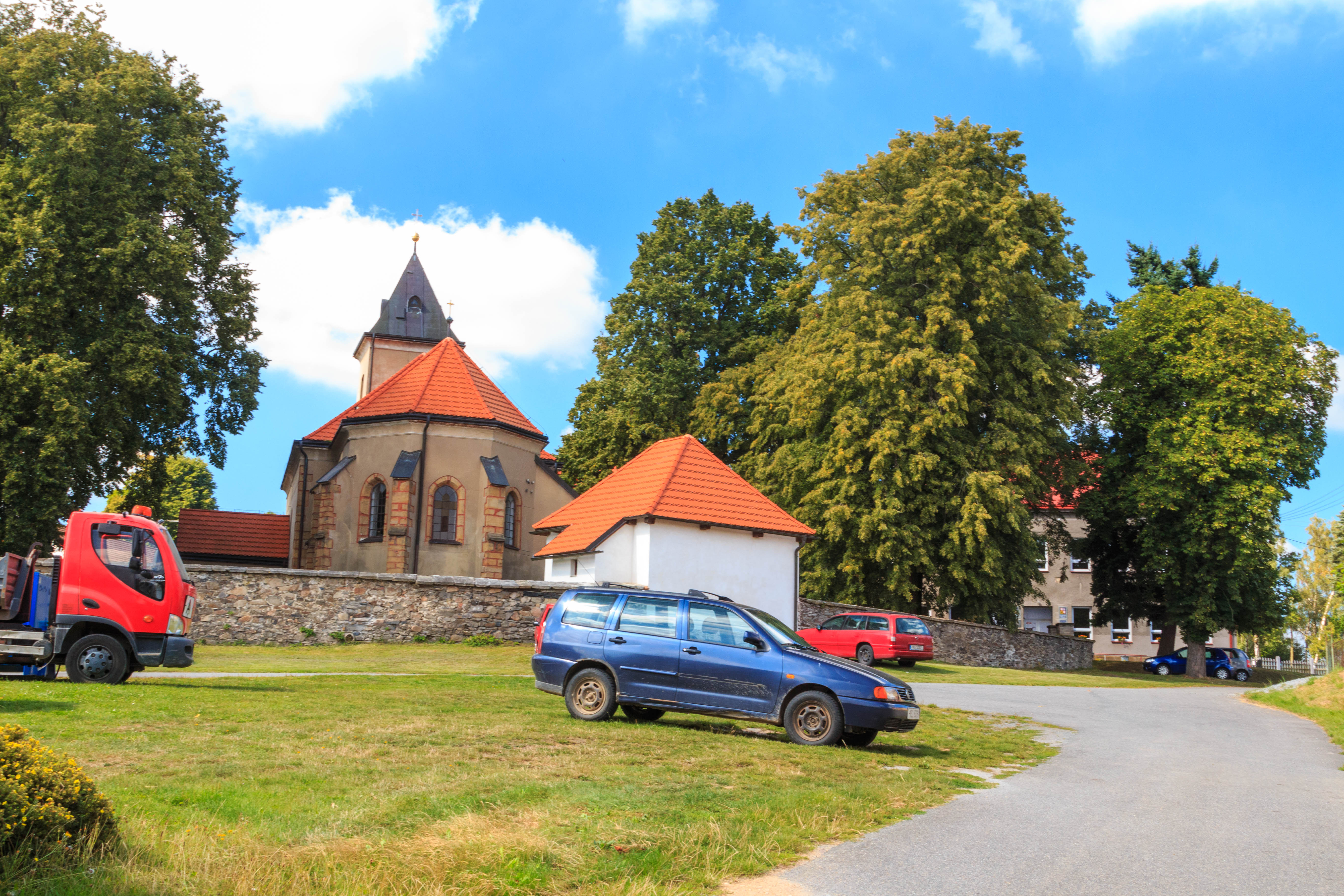
pohled na kostel svaté Jakuba Staršího v Rané spolu s ohradní zdí hřbitova
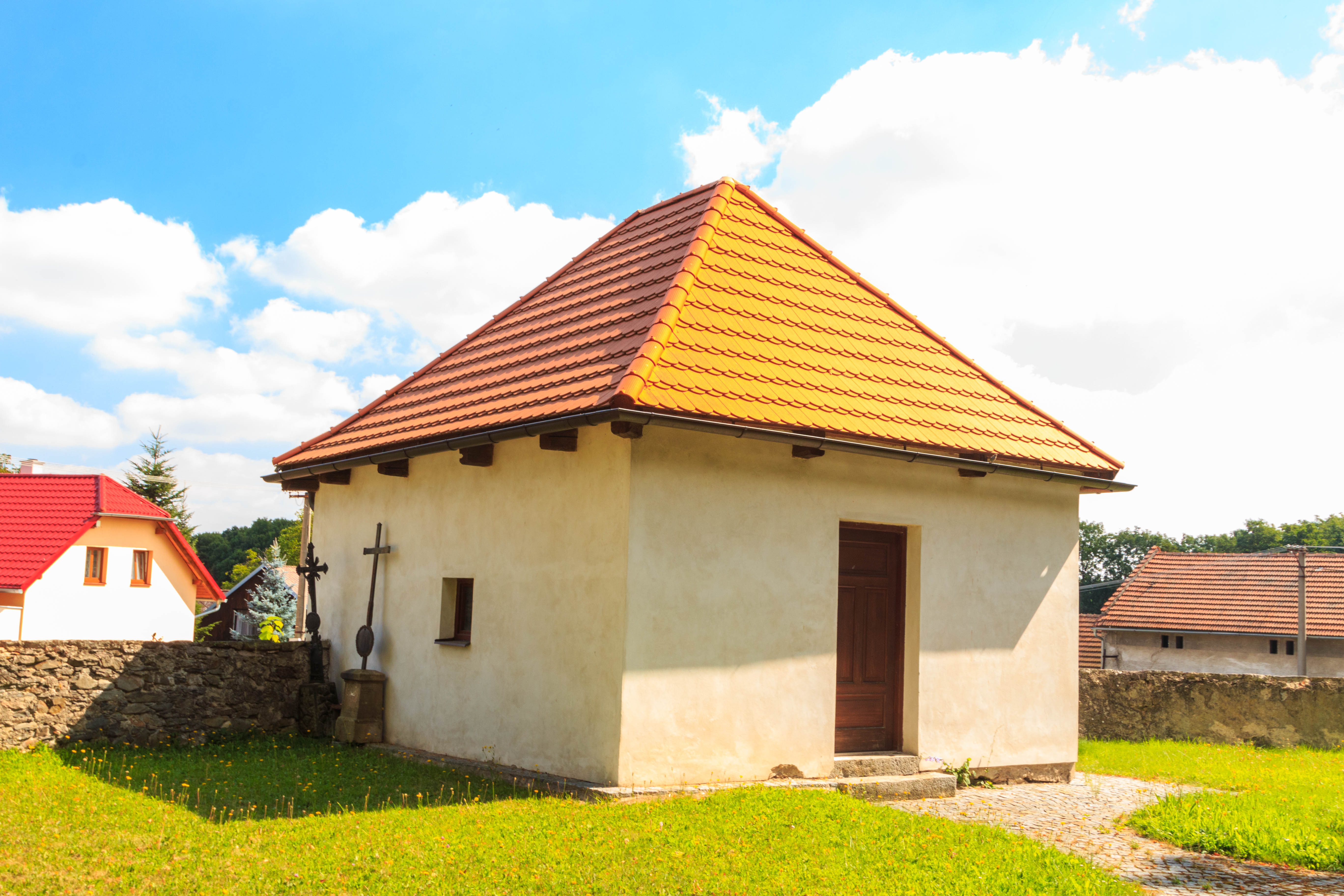
márnice u kostela svatého Jakuba Staršího v Rané
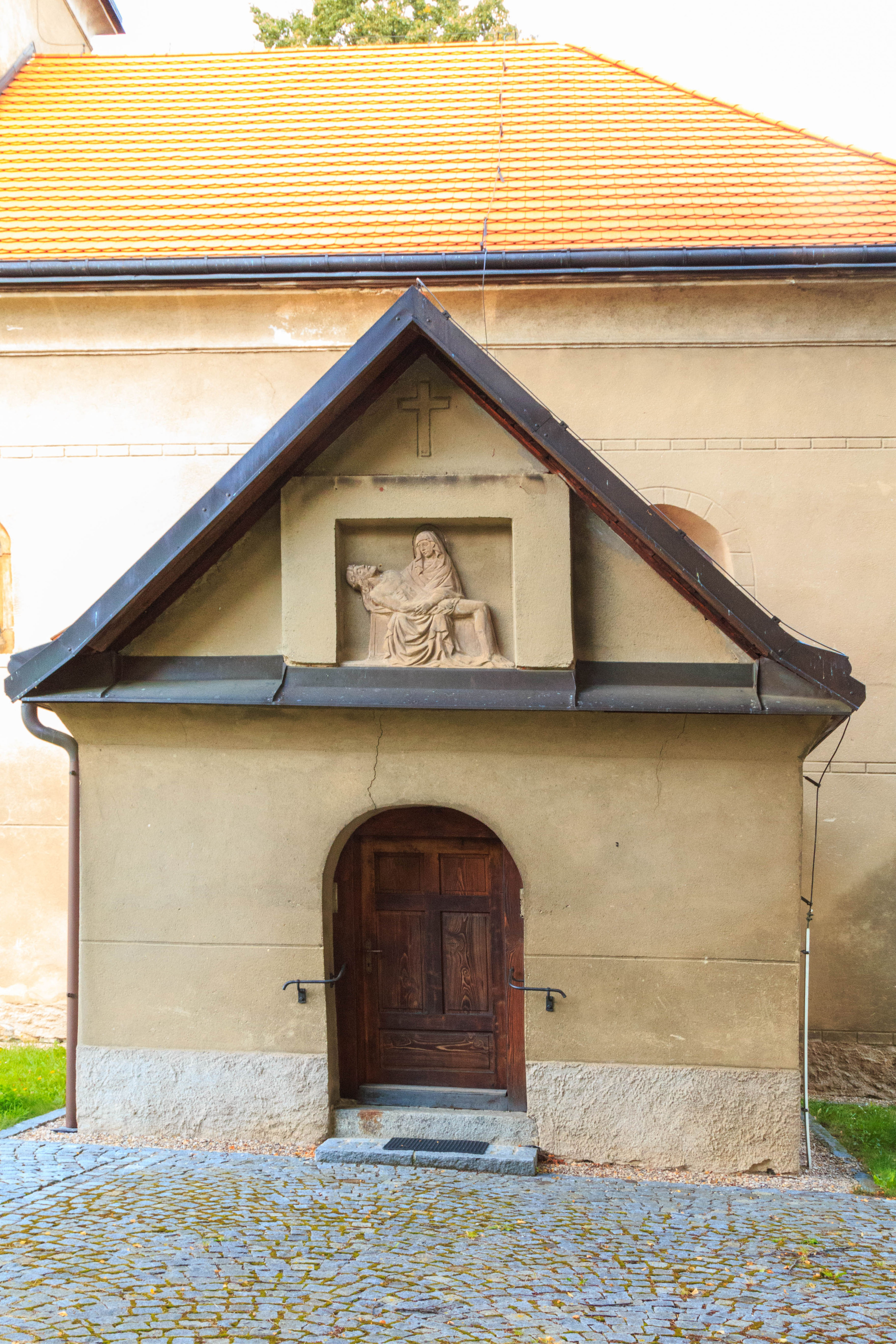
boční vstup do kostela svatého Jakuba Staršího v Rané
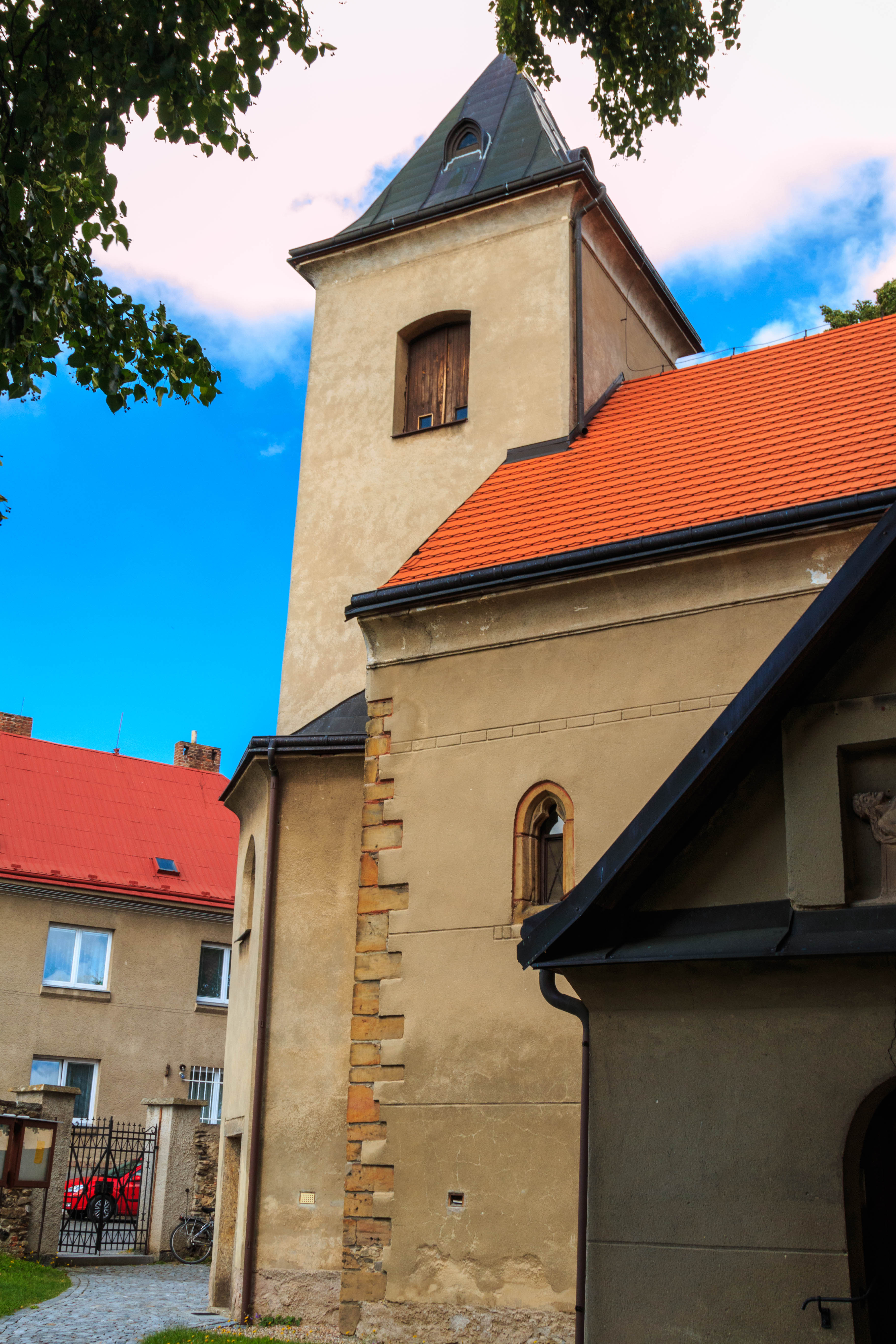
věž kostela svatého Jakuba Staršího v Rané